# Leopold Stokowski
Leopold Anthony Stokowski (ur. 18 kwietnia 1882 w Londynie, zm. 13 września 1977 w Nether Wallop) – brytyjski dyrygent polskiego pochodzenia.
Założyciel American Symphony Orchestra (1962), laureat honorowego Oscara (1941) za „wkład w realizację pełnometrażowego filmu animowanego” Fantazja (1940) Walta Disneya. Był znanym wykonawcą muzyki poważnej, brał udział w filmach muzycznych (np. Ich stu i ona jedna, 1937).

## Życiorys
Urodził się 18 kwietnia 1882 (sam podawał datę o 5 lat późniejszą, która jednak jest nieprawdziwa) w polsko-irlandzkiej rodzinie mieszkającej w Londynie jako syn Bolesława Stokowskiego i jego żony Annie-Marion z d. Moore. Od 1896 kształcił się w londyńskim Royal College of Music, w 1898 został członkiem Royal College of Organists. Prowadził też chóry w londyńskich kościołach. Stopień bakałarza zdobył w 1903 w oksfordzkim Queen's College.
W 1905 przyjechał do USA, gdzie spędził większość lat życia. Początkowo pracował w nowojorskim kościele Św. Bartłomieja jako organista i kierownik chóru. W 1908 zaczął dyrygować Cincinnati Symphony Orchestra (w tym celu przygotowywał się przez pewien czas w Paryżu). W 1912 został kierownikiem Philadelphia Orchestra. Zaczął zdobywać coraz większą popularność dzięki oryginalnym występom. Na początku kariery w Ameryce często był mylony z Zygmuntem Stojowskim, ze względu na podobne nazwiska.
W styczniu 1939 podpisał umowę z Waltem Disneyem na stworzenie materiału dźwiękowego do filmu Fantasia, na który składały się film Uczeń czarnoksiężnika oraz siedem innych muzycznych kreskówek. Ścieżkę dźwiękową Stokowski nagrał wraz ze współpracownikami latem 1939 w macierzystej sali koncertowej Orkiestry Filadelfijskiej, w Philadelphia Academy of Music. Premiera, będącego połączeniem animacji i muzyki poważnej w pełnometrażowej wersji, filmu odbyła się w listopadzie 1940, a w 1941 Stokowski i Disney otrzymali zań Honorowe Oscary.
W 1940 Stokowski założył All-American Youth Orchestra, zaczął też dyrygować NBC Symphony Orchestra (wspólnie z Arturo Toscaninim). W 1944 pomógł stworzyć New York City Symphony Orchestra, a rok później założył Hollywood Bowl Symphony Orchestra. Pod koniec lat 40. został głównym dyrygentem Filharmonii Nowojorskiej. Od 1955 do 1961 był muzycznym dyrektorem Houston Symphony Orchestra. W 1962 założył American Symphony Orchestra, którą prowadził do 1973.
Przyczynił się do rozpropagowania muzyki Andrzeja Panufnika w USA. Przybliżył amerykańskiej publiczności również inne utwory współczesnych polskich kompozytorów, m.in. Witolda Lutosławskiego i Bolesława Szabelskiego.
W maju 1972 powrócił do Anglii. Zmarł 13 września 1977 na zawał serca w miejscowości Nether Wallop, położonej w hrabstwie Hampshire (południowa Anglia).
Był trzykrotnie żonaty. Jego pierwszą żoną była amerykańska pianistka koncertowa, Olga Samaroff (urodzona jako Lucie Hickenlooper), byli małżeństwem w latach 1911–1923. Z tego związku pochodzi jedna córka, Sonya Stokowski, aktorka, która wyszła za mąż za Willema Thorbecke; para osiedliła się w USA z czwórka swoich dzieci: Noelem, Johanem, Leifem i Christine. Jego druga żona Evangeline Love Brewster Johnson była spadkobierczynią firmy Johnson & Johnson. Byli małżeństwem w latach 1926–1937, mieli dwie córki: Glorię Lubę Stokowski i Andreę Sadja Stokowski. Trzecią żoną (1945–1955) była Gloria Vanderbilt (urodzona w 1924), z którą miał dwóch synów: Leopolda Stanislausa Stokowskiego, urodzonego w 1950 roku i Christophera Stokowskiego, urodzonego w 1952 roku.
Leopold Stokowski został pochowany na cmentarzu East Finchley, w północnej części Londynu.